# Wilhelm Karlowitsch Withöft

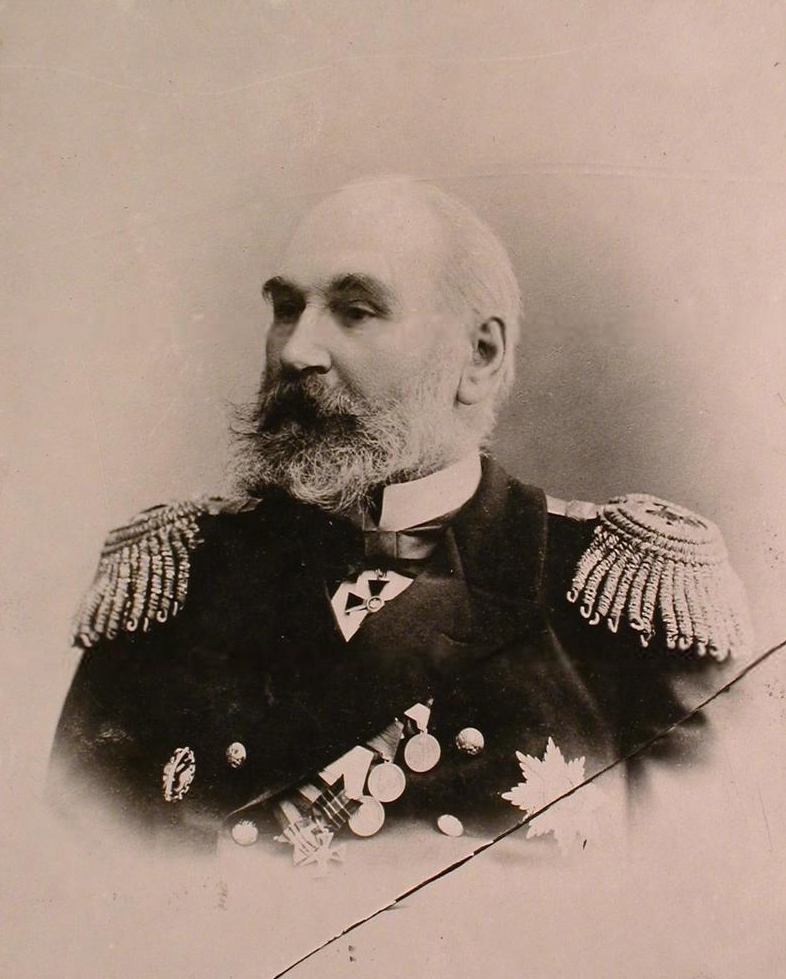
Wilhelm Karlowitsch Withöft

Wilhelm Karlowitsch Withöft (russisch Вильгельм Карлович Витгефт, wiss. Transliteration Vil'gel'm Karlovič Vitgeft; * 2.jul. / 14. Oktober 1847greg. in Odessa; † 28. Julijul. / 10. August 1904greg. auf dem Linienschiff Zessarewitsch im Gelben Meer) war ein Admiral der Russischen Marine.

## Leben
Der deutschstämmige Wilhelm Karlowitsch Withöft wurde 1847 in Odessa geboren. Nachdem er 1868 zusammen mit Roschestwenski die Marineschule erfolgreich absolviert hatte, nahm er an der Weltumrundung des Klippers Wsadnik teil. 1870 wurde er zum Unteroffizier befördert und bereits 1873 zum Leutnant. Von 1875 bis 1878 absolvierte Withöft eine Ausbildung zum Artillerie- und Minen-Fachmann. Anschließend diente er in der russischen Ostseeflotte als Offizier auf verschiedenen Schiffen.
1885 erhielt er sein erstes eigenes Kommando, über das Kanonenboot „Grosa“. Ab 1892 befehligte er den Torpedokreuzer Wojewoda. 1894 wurde er zum Kapitän Ersten Ranges (entspricht Kapitän zur See) befördert. Am 26. Oktober 1899 wurde er in die russische Pazifikflotte versetzt, wo er als Stabschef des russischen Statthalters Jewgeni Iwanowitsch Alexejew tätig war. Gleichzeitig wurde Withöft zum Konteradmiral befördert.
Nach Ausbruch des Russisch-Japanischen Krieges wurde Admiral Makarow zum Befehlshaber der russischen Seestreitkräfte in Ostasien ernannt. Nach dessen Tod am 13. April 1904 wurde Withöft am 22. April 1904 zum Befehlshaber des 1. Pazifischen Geschwaders berufen.
Er blieb mit der Flotte zunächst untätig im Hafen von Port Arthur liegen, wo die Schiffe während der Belagerung von Port Arthur von den schweren Belagerungsgeschützen der Japaner bedroht wurden. Sein zögerliches Verhalten brachte ihm in der Folge starke Kritik ein. Auf telegrafische Anordnung von Zar Nikolaus II. musste Withöft am 10. August 1904 einen Ausbruchsversuch unternehmen. Etwa 40 Seemeilen vor Port Arthur traf er auf die Flotte des japanischen Admirals Togo. In der darauffolgenden Seeschlacht im Gelben Meer wurde Withöft durch eine detonierende Granate an Bord seines Flaggschiffs Zessarewitsch getötet.